# Gerhoh de Reichersberg
Gerhoh de Reichersberg (em latim: Gerhohus Reicherspergensis; em alemão:  Gerhoch von Reichersberg; Polling, 1093–Reichersberg, 27 de junho de 1169 (76 anos)) foi um dos mais importantes teólogos do Sacro Império Romano-Germânico no século XII, prepósito da Abadia de Reichersberg e cônego regular.

## Vida
Gerhoh estudou em Frisinga, Mosburg e Hildesheim. Em 1119, o bispo Hermann de Augsburgo chamou de "scholasticus" da escola catedrática da cidade e, logo depois, embora ainda fosse apenas um diácono, tornou-se cônego da Catedral de Augsburgo. Gradualmente, Gerhoh foi adotando uma atitude cada vez mais estrita nos assuntos eclesiásticos até finalmente se afastar (1121) do simoníaco bispo Hermann, refugiando-se num mosteiro em Raitenbuch, na Diocese de Frisinga. Depois da Concordata de Worms (1122), Hermann se reconciliou com o papa legítimo, papa Calisto II, e Gerhoh e ele compareceram ao Concílio de Latrão em 1123. Na viagem de volta de Roma, Gerhoh renunciou e, com seu pai e dois meio-irmãos, juntou-se aos cônegos regulares de Raitenbuch (1124).
O bispo Conrado I de Regensburgo ordenou-o em 1126 e deu-lhe a paróquia de Cham, que ele futuramente abandonaria por pressões dos seguidores dos Hohenstaufen, ofendidos no Sínodo de Würzburg em 1127. Voltou para Ratisbona e, em 1132, Conrado I de Abensberg, arcebispo de Salzburgo, nomeou-o prepósito de Reichersberg. Conrado enviou-o também várias vezes em missões especiais à Roma; em 1143, Gerhoh acompanhou, juntamente com Arnoldo de Brescia, o cardeal Guido di Castello (futuro papa Celestino II) de Santa Maria in Portico em sua embaixada à Boêmia e Morávia.
Eugênio III (r. 1145-53) gostava muito de Gerhoh, mas as relações deste com seus sucessores foi menos agradável. Durante a eleição papal de 1159, marcada pelo conflito entre Alexandre III e o Vítor IV, Gerhoh se aliou a Alexandre, mas só depois de um longo período de hesitação. Por isso, o partido imperial passou a detestá-lo. Por se recusar a apoiar o antipapa, Conrado foi condenado e banido em 1166 e o mosteiro de Reichersberg foi repetidamente atacado. Forçado a fugir, Gerhoh morreu logo depois de retornar.

## Obras
Suas visões reformistas e sua política eclesiástica foram defendidas nas seguintes obras:
- "De ædificio Dei seu de studio et cura disciplinæ ecclesiasticæ" (Patrologia Latina (P.L.), CXCIV, 1187–1336; Ernst Sackur, 136-202)
- "Tractatus adversus Simoniacos" (P.L., 1335-1372; Sackur, 239-272; veja também Jaksch em "Mittheilungen des Instituts für österreichische Geschichtsforschung", VI [1885], 254-69)
- "Liber epistolaris ad Innocentium II. Pont. Max. de eo quis distet inter clericos sæculares et regulares" (P.L., CXCIV, 1375–1420; Sackur, 202-239)
- "De novitatibus hujus sæculi ad Adrianum IV Papam" (trechos selecionados em Grisar e Sackur, 288-304)
- "De investigatione Anti-Christi libri III" (trechos selecionados em P.L., CXCIV, 1443–1480; ver também Stülz em "Archiv für österreichische Geschichte", XXII (1858), 127-188; trechos selecionados em Scheibelberger; livro I completo em Sackur, 304-395)
- "De schismate ad cardinales" (Mühlbacher em "Archiv für österreichische Geschichte", XLVII (1871), 355-382; Sackur, 399-411]
- Sua última obra foi "De quarta vigilia noctis" ("Oesterreichische Vierteljahresschrift für kath. Theologie" X (1871), 565-606; Sackur, 503-525).

Contudo, sua obra principal não foi terminada. "Commentarius in Psalmos" (P.L., CXCIII, 619-1814; CXCIV, 1-1066) contém muito material importante para um historiador moderno, o que é particularmente verdadeiro no comentário sobre o Salmo 64, já publicado separadamente como "Liber de corrupto Ecclesiæ statu ad Eugenium III Papam" (P.L., CXCIV, 9-120); Sackur, 439-92).
Há ainda algumas obras polêmicas e cartas contra as posições cristológicas de Pedro Abelardo, Gilberto de la Porrée e do bispo Eberardo de Bamberg; outras lidam com os erros de Folmar, prepósito de Triefenstein, no tema da Eucaristia. Wattenbach contesta a atribuição de "Vitæ beatorum abbatum Formbacensium Berengeri et Wirntonis, O.S.B." a Gerhoh. 
A edição de Migne (Patrologia Latina) é incompleta e defeituosa. As obras mais importantes para o estudo da história do período foram editadas por Sackur na "Monumenta Germaniæ Historica: Libelli de lite imperatorum et pontificum" III (Hanôver, 1897), 131-525; e novamente por Scheibelberger, Gerhohi Opera adhuc inedita (Linz, 1875).

## Atribuição
- "Gerhoh of Reichersberg" na edição de 1913 da Enciclopédia Católica (em inglês).  Em domínio público.